# Godzilla contra Cibergodzilla
 Godzilla contra Cibergodzilla  (Gojira tai Mekagojira) és una pel·lícula japonesa dirigida per Jun Fukuda, estrenada el 1974. Ha estat doblada al català.

## Argument
Una antiga llegenda diu que el sol es tornarà vermell i que un monstre del cel vindrà a destruir la Terra abans de ser detingut per dos monstres terrestres. Poc temps després del descobriment d'una gruta dedicada a una divinitat antiga, un robot que s'assembla a Godzilla i enviat per extraterrestres apareix i comença a destruir-ho tot.

## Repartiment
- Masaaki Daimon: Keisuke Shimizu
- Kazuya Aoyama: Masahiko Shimizu
- Akihiko Hirata: Professor Hideto Miyajima
- Hiroshi Koizumi: Professor Wagura
- Reiko Tajima: Saeko Kaneshiro
- Hiromi Matsushita: Eiko Miyajima
- Masao Imafuku: Tengan Kunito
- Beru-Bera Lin: Nami Kunito
- Shin Kishida: Agent Interpol Nanbara
- Goro Mutsumi: Suprem Leader Alien Kuronuma
- Takayasu Torii: Agent Interpol Tamura
- Daigo Kusano: Yanagawa, Agent Alien#1
- Kenji Sahara: Capità del vaixell
- Isao Zushi: Godzilla

## Al voltant de la pel·lícula
- Aquesta pel·lícula celebra el 20è aniversari de Godzilla.
- Durant el rodatge, el vestit de Godzilla es va incendiar accidentalment, l'escena va ser recuperada i va ser utilitzada a la pel·lícula.
- És l'últim Godzilla dirigit per Jun Fukuda.